# Aciklovir

Aciklovir

Aciklovir är ett antiviralt läkemedel som klassificeras som en nukleosidanalog och används för att behandla virusinfektioner med herpes simplex-virus och andra herpesvirus. Aciklovir hämmar virusets tillväxt genom att förhindra dess arvsmassa från att replikeras, vilket det gör genom att hämma ett av de virala enzym som deltar i replikationsprocessen.
Aciklovir hämmar varicella–zoster-virus som orsakar vattkoppor och bältros, men även herpes simplex-virus som orsakar bland annat munsår.
Läkemedlet har dock inte förmågan att läka eller förhindra spridning av viruset HSV-2.  
Eczema herpeticum är en herpesinfektion som oftast drabbar barn eller yngre vuxna människor och syns oftast på huden kring ögonen, på näsan och munnen. Infektionen kan förebyggas och/eller behandlas med Aciklovir.
Aciklovir är en guanin-nukleosidanalog som viruset kommer använda för att bygga på sin sekvens. Denna analog kan sedan inte påbyggas vilket gör att hela virus DNA inte kan produceras.
Sjukdomen bältros, samma virus som orsakar vattkoppor, förekommer som en virussjukdom hos personer med nedsatt immunförsvar och får då större utbredning. Behandling med aciklovir som påbörjats under de första dagarna kan ha smärtlindrande effekt.
Antivirala läkemedel kan tas utvändigt eller invändigt.
Exempel på antiviralt läkemedel för utvärtes bruk är Zovirax .
Exempel på antiviralt läkemedel för invärtes bruk är Valtrex . Där är den aktiva substansen valaciklovir.

## Biverkningar
Aciklovir kan ge biverkningar såsom huvudvärk, buksmärtor, yrsel, diarré och trötthetssymtom. Patienter med nedsatt immunförsvar löper ökad risk för allergiska reaktioner vid användning av läkemedlet. Andra möjliga biverkningar av läkemedlet är orolig mage, kräkningar, lättretlighet, ledvärk, håravfall och synförändringar. Mer allvarliga biverkningar av Aciklovir inkluderar nässelfeber, hudutslag eller blåsbildning, klåda, svårigheter att andas eller svälja, svullnad i/på ansikte, hals, tunga, läppar, fötter, händer, ögon eller underben, heshet, ökad hjärtrytm, svaghetskänsla, blek hud, sömnsvårigheter, feber, halsont, frossa, magont, hallucinationer, förvirring, aggression, talsvårigheter, domningar, darrningar eller kramper.